# Exposition des Familles Naturelles
Exposition des Familles Naturelles (abreviado Expos. Fam. Nat.) es un libro con ilustraciones y descripciones botánicas que fue escrito por el botánico y explorador francés Augustin François César Prouvençal de Saint-Hilaire y publicado en París en 2 volúmenes en el año 1805.

## Publicación
- Volumen nº 1, Feb-Apr 1805,
- Volumen nº 2, Feb-Apr 1805